# Wolodymyr Pidwyssozkyj

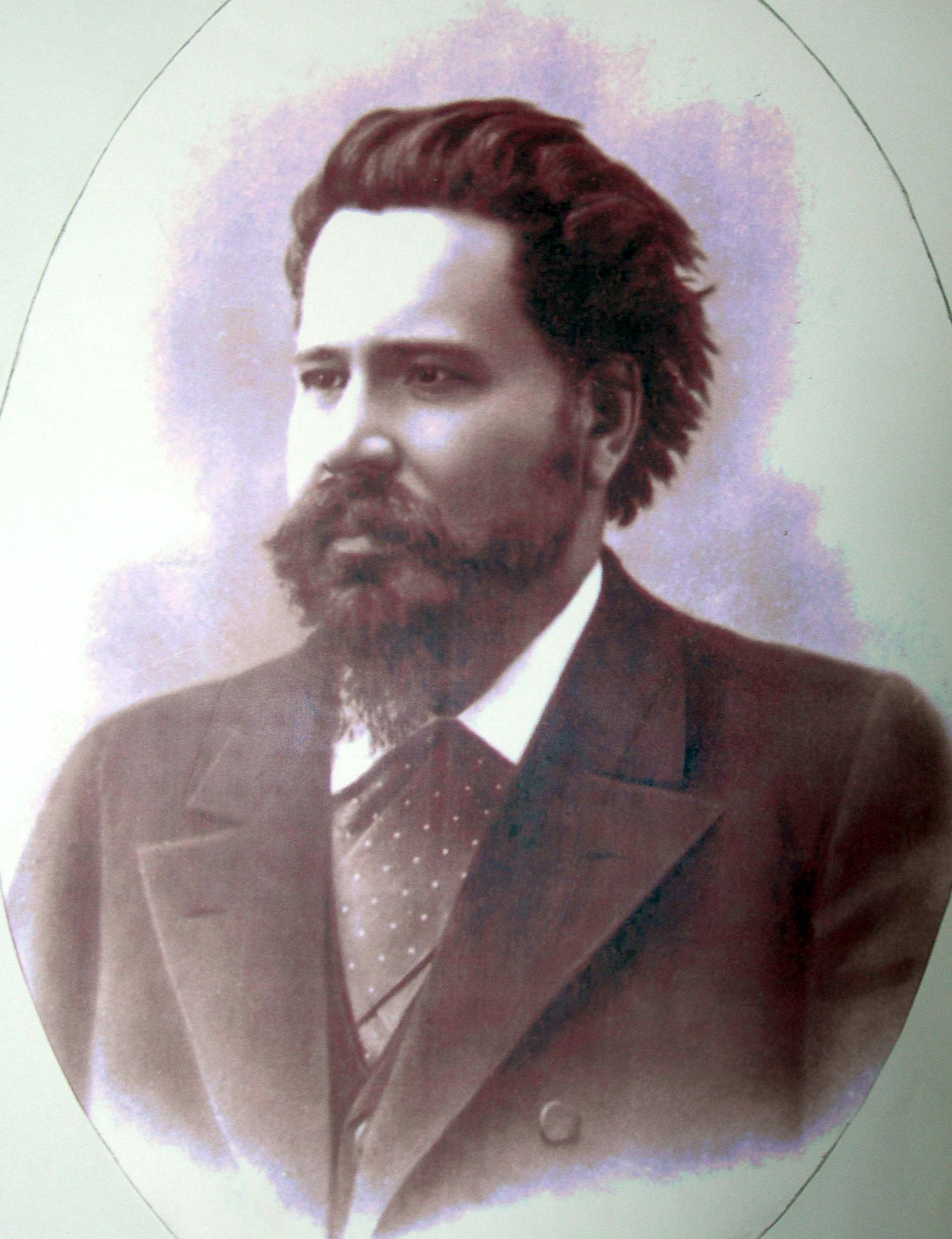
Wolodymyr Pidwyssozkyj, vor 1913

Wolodymyr Walerianowytsch Pidwyssozkyj (ukrainisch Володимир Валеріанович Підвисоцький, russisch Владимир Валерьянович Подвысоцкий /Wladimir Walerjanowitsch Podwyssozki; * 24. Maijul. / 5. Juni 1857greg. in Maksymiwka, Gouvernement Tschernigow, Russisches Kaiserreich; † 9. Januarjul. / 22. Januar 1913greg. in Sankt Petersburg) war ein in Kiew wirkender ukrainisch-russischer Pathologe, Endokrinologe, Immunologe und Mikrobiologe.

## Leben
Wolodymyr  begann 1877 ein Medizinstudium an der medizinischen Fakultät der St.-Wladimir-Universität in Kiew und promovierte dort 1886. Zwischen 1885 und 1887 war er als Bakteriologe am Institut Pasteur beschäftigt.
1887 gründete er die Fakultät für Allgemeine und Experimentelle Pathologie an der Universität Kiew und war über 13 Jahre deren Leiter. Zu seinen Studenten gehörten unter anderem  Danylo Sabolotnyj, Oleksandr Bohomolez und Lew Tarassewytsch (Лев Александрович Тарасевич).
Pidwyssozkyj erforschte als Mikrobiologe und Immunologe die Schutzfunktionen des menschlichen Körpers sowie die Auswirkungen auf diesen durch Krankheitserreger und Mikroorganismen. Seine Forschungsergebnisse veröffentlichte er 1891 in dem illustrierten Buch Grundlagen der Allgemeinen und Experimentellen Pathologie – Leitfaden für die Untersuchung eines männlichen Patienten.
1891 war er aktiv an der Eindämmung der Cholera-Epidemie in Kiew beteiligt. Von 1895 an gab er über 7 Jahre lang eine monatliche erscheinende medizinische Fachzeitschrift heraus, wofür er unter anderem mit Ilja Metschnikow und Wolodymyr Wyssokowytsch (Володимир Костянтинович Високович, 1854–1912) zusammenarbeitete.
Zwischen 1900 und 1905 war er Dekan an der medizinischen Fakultät der Kaiserlichen Universität Neurusslands in Odessa und organisierte den Bau eine Kinderklinik. 1905 ernannte man ihn zum Leiter des Kaiserlichen Instituts für Experimentelle Medizin in Sankt Petersburg.

## Mitgliedschaften
- 1887 Korrespondierendes Mitglied der Anatomischen wissenschaftlichen Gesellschaft in Paris
- 1900 Mitglied der Militärmedizinischen Akademie S. M. Kirow in Sankt Petersburg
- 1911 Ehrenmitglied des Königlichen Instituts für Experimentelle Therapie in Frankfurt am Main.